# Thomas Flögel
Thomas Flögel (ur. 7 czerwca 1971 w Wiedniu) – austriacki piłkarz występujący na pozycji pomocnika. Syn Rudolfa Flögela, również piłkarza.

## Kariera klubowa
Flögel zawodową karierę rozpoczynał w 1990 roku w Austrii Wiedeń z Bundesligi. Spędził tam 7 lat. W tym czasie zdobył z klubem 3 mistrzostwa Austrii (1991, 1992, 1993), 2 Puchary Austrii (1992, 1994) oraz 3 Superpuchary Austrii (1991, 1992, 1993).
W 1997 roku odszedł do szkockiego Hearts. W Scottish Premier League zadebiutował 4 sierpnia 1997 roku w przegranym 1:3 pojedynku z Rangers. 16 sierpnia 1997 roku w wygranym 4:1 spotkaniu z Aberdeen strzelił pierwszego gola w Scottish Premier League. W 1998 roku zdobył z zespołem Puchar Szkocji.
W 2002 roku Flögel powrócił do Austrii Wiedeń. W 2003 roku zdobył z nią mistrzostwo Austrii, Puchar Austrii oraz Superpuchar Austrii. W 2004 roku przeszedł do ekipy FC Superfund, również z Bundesligi. Pierwszy ligowy mecz zaliczył tam 14 lipca 2004 roku przeciwko Austrii Salzburg (1:1). W Superfundzie występował przez rok. Następnie grał w zespołach Admira Wacker Mödling, First Vienna oraz Blau-Weiß Hollabrunn, gdzie w 2009 roku zakończył karierę.

## Kariera reprezentacyjna
W reprezentacji Austrii Flögel zadebiutował 14 kwietnia 1992 roku w wygranym 4:0 towarzyskim meczu z Litwą. 29 marca 2000 roku w zremisowanym 1:1 towarzyskim pojedynku ze Szwecją strzelił pierwszego gola w kadrze. W latach 1992–2003 w drużynie narodowej rozegrał w sumie 37 spotkań i zdobył 3 bramki.